# Publius Cornelius Rufinus (consul en dictator)
Publius Cornelius Rufinus was een Romeins senator, politicus en militair.
Publius Cornelius Rufinus, waarschijnlijk de zoon van de gelijknamige dictator van 333 v.Chr., was een van de meest invloedrijke politici aan het begin van de 3e eeuw v.Chr.
In 290 v.Chr. was hij, samen met Manius Curius Dentatus, voor het eerst consul. Ze beëindigden tezamen de Derde Samnitische Oorlog en werden hiervoor met een triomftocht vereerd. Tijdens zijn eerste consulaat werd ook een beperkt Romeins burgerrecht (zonder ius suffragii) aan de Sabijnen verleend.
Nog voor 285 v.Chr. bekleedde hij het ambt van dictator, al is het niet geweten waarom hij juist tot dictator werd benoemd.
In 277 v.Chr. werd hij voor de tweede Keer - in het bijzonder omwille van zijn militaire ervaring -, ditmaal met Gaius Iunius Bubulcus Brutus als collega, consul. In deze hoedanigheid veroverde hij tijdens de Pyrrhische Oorlog Croton.
Rufinus was berucht voor zijn mateloze hebzucht. Omdat hij de beperkingen op luxegoederen, die aan senatoren was opgelegd, overtrad - Rufinus bezat tien pond zilveren servies - liet de censor Gaius Fabricius Luscinus - een politieke rivaal van Rufinus - hem in 275 v.Chr. uit de senaat zetten.